# Karol Jokl
Karol Jokl (Partizánske, 29 de agosto de 1945 – 28 de outubro de 1996) foi um futebolista e treinador profissional eslovaco que atuava como meia.

## Carreira
Karol Jokl fez parte do elenco da Seleção Checoslovaca de Futebol, na Copa de 70.